# Cucina tabarchina
La cucina tabarchina o tabarkina designa una cucina tradizionale dell'arcipelago sulcitano, frutto di una sovrapposizione di cultura alimentare liguro-africano-sarda.

## Origine
L'aggettivo culinario "tabarchina" o la locuzione "alla tabarchina" trae il suo nome dell'isola tunisina di Tabarca, che vide nel 1542 l'insediamento di una colonia di pescatori di corallo, proveniente dalla Liguria (in particolare dalla comunità pegliese). Ma poi i banchi di corallo si impoverirono e i rapporti con le popolazioni arabe si deteriorano. Nel 1738, il primo nucleo di tabarchini si trasferì in Sardegna, su invito di Carlo Emanuele III di Savoia, e sbarcò sull'isola di San Pietro, allora disabitata, dove fondò un nuovo comune Carloforte. Oltre al corallo, questi liguri d'oltremare hanno imparato a lavorare il tonno.

## Caratteristiche
La cucina tabarchina è principalmente influenzata dalla cucina ligure: e tra tutti primeggia il pestu che condisce vari tipi di pasta rappresentati, in oltre, dai curzétti, dalle trofiétte (o truffiette), dai maccaruin o dai cassulli. Il legame con la terra di origine è mantenuto anche dalle fügasse (focaccia genovese), dalla panissa e dal fainò (entrambe a base di farina di ceci).
Altri piatti caratteristici e noti sono il pasticcio alla Carlofortina (mix di paste con tonno e pesto), la casólla (zuppa di pesce), la cappunadda (caponata tabarchina), il cascà (cous cous vegetale), la bobba (minestra di fave essiccate) e il purpu accummudau cue patatte (polpo in guazzetto con patate).
Il protagonista della gastronomia carlofortina, è indubbiamente il tonno di cui si mangia quasi tutto e ogni parte come i gurezi (l'esofago di tonno) e u belu (lo stomaco di tonno), il musciame (il filetto di carne), il figatellu (raro lattume o sperma), la buzzonaglia (i ritagli delle carni più vicine all'osso) e sono pure commestibili u barbasallu, (il sottogola), a strinca, (il laccio) e u fruntole, (il frontale). Si contraddistingue anche la ricetta del tonno arrosto alla tabarchina che con atto notarile dalla delegazione di Cagliari dell'Accademia è entrata a pieno titolo tra i piatti della tradizione gastronomica carlofortina.